# Reema bint Bandar Al-Saoed
Reema bint Bandar bin Sultan bin Abdulaziz Al-Saoed (Arabisch: ريما بنت بندر بن سلطان آل سعود; Riyad, 1975) is een prinses uit Saoedi-Arabië. Zij werd op 23 februari 2019 de Saoedische ambassadeur in de Verenigde Staten, de eerste vrouw in de geschiedenis van het land die ambassadeur werd.
Zij volgt Khalid bin Salman bin Abdulaziz Al-Saoed op; deze zoon van koning Salman wordt onderminister van Defensie in Saoedi-Arabië. Op Twitter schrijft ze dat ze "met de toestemming van God haar land, de leiders en alle kinderen" wil gaan dienen.
Prinses Reema is van zowel vaders- als moederszijde een rechtstreekse afstammeling van Ibn Saoed, de stichter van Saoedi-Arabië. Zij is een dochter van prins Bandar bin Sultan en prinses Haifa bint Faisal. Haar vader was van 1983 tot 2005 de Saudische ambassadeur in de Verenigde Staten en later directeur bij de Saudische inlichtingendienst. Zij groeide op in Washington DC en haalde een bachelor in Museum studies aan de George Washington Universiteit. Sinds 2005 bekleedde ze in Saoedi-Arabië verschillende leidinggevende posities in de publieke en de privésector.
Zij staat voor de uitdaging de relatie van Saoedi-Arabië met de Verenigde Staten te verbeteren, die slecht zijn sinds de moord op journalist Jamal Khashoggi in het Saoedische consulaat In Istanboel.

## Vrouwenrechten
De prinses heeft zich in Saudi-Arabië actief ingezet voor vrouwenrechten. Ze was onder meer voorzitter van de Saudi Federation for Community Sports, die sport onder vrouwen promoot. Ook bracht zij met de Zahra Breast Cancer Association borstkanker onder de aandacht. Het tijdschrift Forbes heeft haar in 2014 uitgeroepen tot een van de tweehonderd machtigste vrouwen in de Arabische wereld.